# Phespia cercerina
Phespia cercerina là một loài bọ cánh cứng trong họ Cerambycidae.